# Aketza Peña
Aketza Peña Iza (Zalla, Vizcaya, 4 de marzo de 1981) es un ciclista español. Debutó como profesional en el año 2004 con el equipo Euskaltel-Euskadi.

## Trayectoria
Durante el Giro de Italia 2007 le fue comunicado que dio positivo por nandrolona en el Giro del Trentino de ese mismo año, por lo que fue expulsado de la ronda italiana y apartado del equipo. Posteriormente, el TAS dio como nulo ese positivo por irregularidades cometidas por el Laboratorio Antidopaje de Atenas.
A finales de 2008 se dedicó al ciclocrós donde consiguió un tercer puesto en la prueba amateur del Ciclocross de Medina de Pomar, a la espera de encontrar algún equipo en la especialidad de ruta; ese equipo fue el equipo amateur CCV Cartaxo–Capital do Vinho portugués. 
En 2010 volvió a España, fichando por el equipo de reciente creación Caja Rural.

## Palmarés
2014
- 3.º en el Campeonato de España de Ciclocrós

## Resultados en Grandes Vueltas
| Carrera | Carrera         | 2004 | 2005 | 2006 | 2007 | 2008 | 2009 | 2010 |
| ------- | --------------- | ---- | ---- | ---- | ---- | ---- | ---- | ---- |
|         | Giro de Italia  | —    | —    | —    | Ab.  | —    | —    | —    |
|         | Tour de Francia | —    | —    | —    | —    | —    | —    | —    |
|         | Vuelta a España | —    | 97.º | 52.º | —    | —    | —    | —    |

—: no participa

Ab.: abandono

## Equipos
- Euskaltel-Euskadi (2004-2007)
- Caja Rural (2010)